# Ada Ferrer i Carbonell
Ada Ferrer i Carbonell (Sabadell, 17 de novembre de 1971) és una economista catalana i professora a la Barcelona School of Economics, científica titular del CSIC-IAE, investigadora MOVE i becària d'investigació a l'Institut d'Economia del Treball IZA.